# Stegocephalus inflatus
Stegocephalus inflatus is een vlokreeftensoort uit de familie van de Stegocephalidae. De wetenschappelijke naam van de soort is voor het eerst geldig gepubliceerd in 1842 door Krøyer.